# 源神星
源神星（95 Arethusa）是第95颗被人类发现的小行星，于1867年11月23日发现。源神星的直径为136.0千米，质量为2.6×1018千克，公转周期为1962.561天。
源神星以希臘神話的海洋女神阿瑞圖薩命名。